# Roger befreit Angelika
Roger befreit Angelika (Original: Roger délivrant Angélique) ist ein Ölgemälde des französischen Malers Jean-Auguste-Dominique Ingres von 1819. Das Bild illustriert eine Szene aus dem Versepos Der rasende Roland von Ariosto, in dem der muslimische Ritter Roger (italienisch: Ruggiero), auf einem Hippogreif reitend, die Prinzessin Angelika vor einem Seeungeheuer rettet. Das Motiv ist eng verwandt mit dem mythologischen Thema Perseus und Andromeda.
Das querformatige Gemälde hat die Maße 190 × 147 cm, nach früheren Angaben des Louvre 187 × 146 cm und wird unter der Inventarnummer INV 5419 des Louvre geführt.

## Die Episode bei Ariosto
Roger (Ruggiero) ist eine der Hauptfiguren in Ariostos Versepos Der rasende Roland aus dem 16. Jahrhundert. Neben Roland (Orlando) und Rinaldo, die beide unsterblich in die chinesische Prinzessin Angelika verliebt sind, ist Roger ein muslimischer Ritter, der ursprünglich gegen die Franken gekämpft hat, nun jedoch in die christliche Ritterin Bradamante verliebt ist und sich nach zahlreichen Abenteuern schließlich taufen lässt, um sie ehelichen zu können.
Im 10. Gesang des Rasenden Rolands findet sich Roger ab Strophe 92 auf einem Hippogreif – einem Fabelwesen halb Pferd, halb Adler – durch die Luft reitend in der Bretagne wieder, wo er Angelika entdeckt, die nackt an einen Felsen gekettet wurde. Eine „rohe Völkerschaft“ hatte sich ihrer bemächtigt,
Die – ihr entsinnt Euch deren, wie ich meine –
Bewaffnet zog umher von Strand zu Strand,
Zu fangen schöne Fraun auf jede Weise,
Dem Untier dort zur greuelvollen Speise.
Ein Seeungeheuer erscheint täglich an der Küste, um ein Opfer zu finden. Da sie verzaubert am Strand geschlafen hatte, war Angelika leichte Beute für die „unbarmherzig roh' und wilde Bande“ geworden.
Kaum dass sie Roger bemerkt hat und in Tränen aufgelöst das Wort an ihn richten will, steigt das Ungeheuer aus den Meerestiefen hervor. Roger greift sofort mit seiner Lanze an und liefert sich einen harten Kampf mit dem Tier. Er kann die Schuppen des Tieres mit seinen Waffen nicht durchdringen; erst durch Zauberkraft (ein Ring und ein Schild in seinem Besitz) zwingt er es nieder, so dass er Angelika befreien kann.
Den Reiter auf dem Rücken mit der Süßen,
Der Roger gab ein Plätzchen hinter sich.
Er zwang den Fisch, die Mahlzeit einzubüßen,
Für den ja viel zu fein und wonniglich.
Roger bringt Angelika zum nächsten Ufer, wo er sie absetzt und von sexueller Lust erfasst wird – Ariosto beendet den 10. Gesang allerdings mit knappen Worten, bevor Roger sich seiner Rüstung entledigen kann, die vorerst weiteres verhindert.

## Bildbeschreibung
Das Gemälde zeigt den Moment, als Roger auf dem Hippogreif mit seiner Lanze das Ungeheuer angreift, als es aus dem Meer aufsteigt. Die Szene ist quasi „auf dem Höhepunkt eingefroren.“
Es ist Nacht. Der Felsen, seine obere Spitze vom Bildrand abgeschnitten, steht zentral im Bild, das Meer ist im unteren Bildteil als schäumende Wellen ausgeführt, geht im Hintergrund jedoch in eine gleichmäßige Fläche über. Der Horizont liegt etwa bei einem Drittel der Höhe vom oberen Bildrand. Am rechten Bildrand ist felsige Küste angedeutet, am Bildrand in der oberen rechten Ecke wird das rote Feuer eines Leuchtturms sichtbar.
Vor diesem Hintergrund bilden die beiden Hauptfiguren eine leicht versetzte V-Form zueinander: die nackte Angelika, leicht rechts von der Bildmitte stehend, bildet den hellsten, fast leuchtenden Schwerpunkt des Gemäldes.
Bis auf ein Diadem aus weißen Perlen und roten Steinen im Haar ist sie völlig nackt. Sie steht aufrecht, ihre Vorderseite dem Betrachter zugewandt; ein Bein leicht vorangestellt, mit den Armen über dem Kopf an den Felsen gekettet. Ihr Kopf ist weit in den Nacken gelegt, so dass das lange blonde Haar hinter ihrem Rücken lose herunterhängt und Hals und Kehlkopf deutlich vorstehend sichtbar sind. Ihre Augen sind nach oben verdreht wie kurz vor einer Ohnmacht.

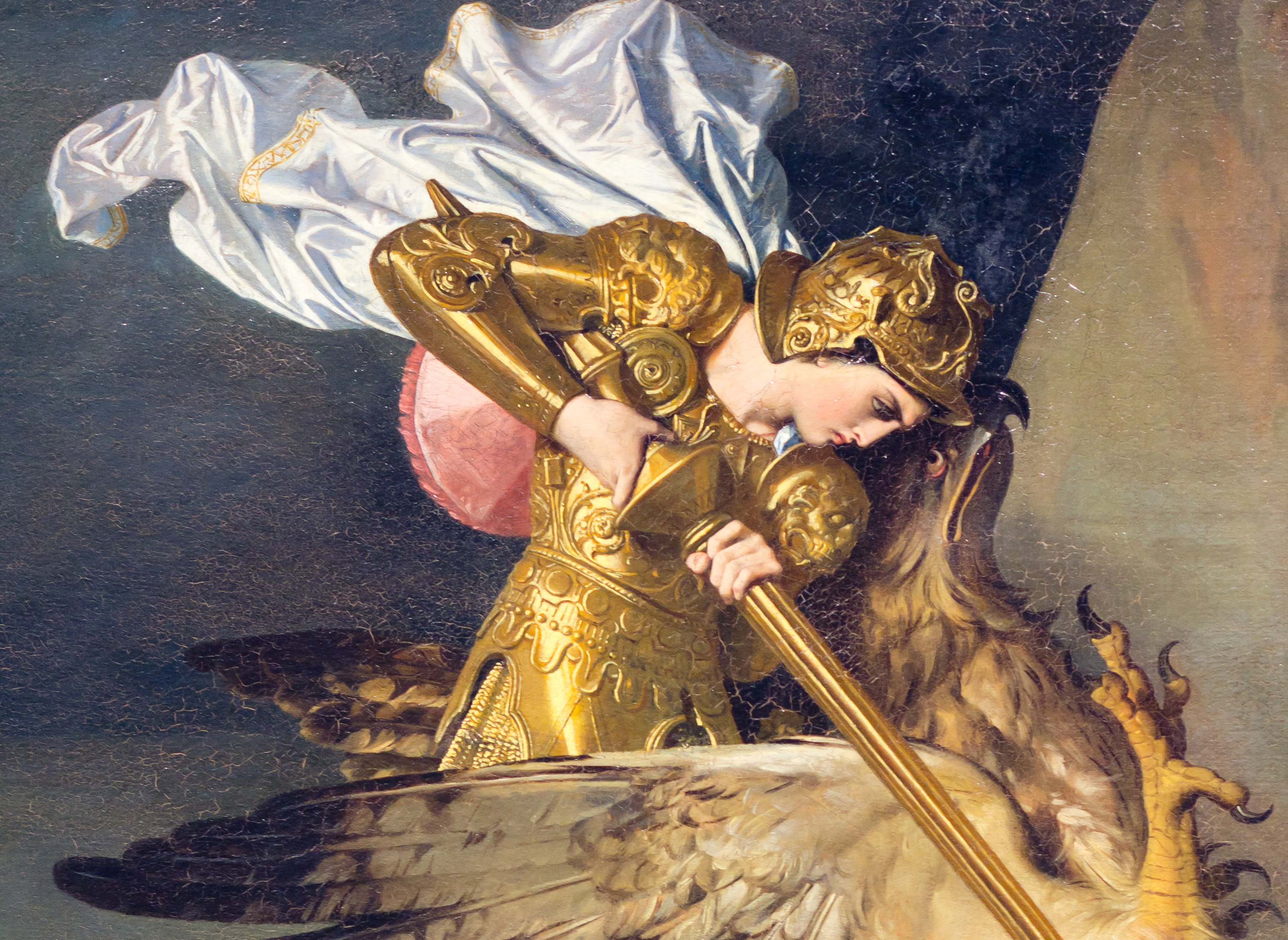
Roger auf dem Hippogreif

Zu ihren Füßen schlägt das aufgewühlte Meer gegen den Felsen, die Gischt steigt bis über ihren Schambereich auf.
Rechts vom Betrachter taucht das Ungeheuer aus den Wellen auf, es ist nur zum Teil sichtbar und am unteren Bildrand abgeschnitten. Es ist schuppig-schwarz und hat weit aufgerissene, blutunterlaufene Augen und eine leuchtend-rote Zunge. Das Maul ist weit aufgerissen, es werden unregelmäßig lange, spitze Zähne sichtbar.

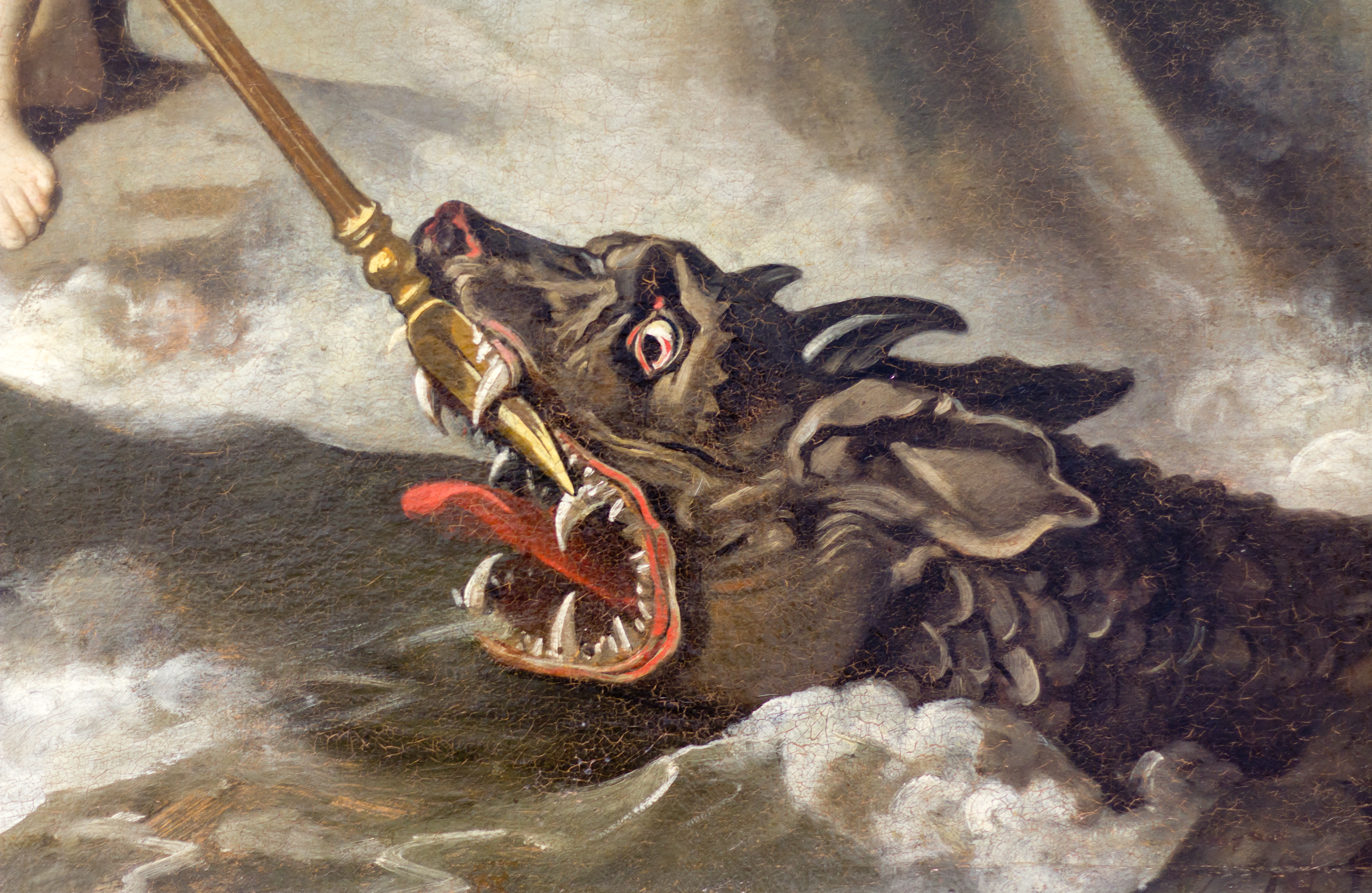
Das Seeungeheuer taucht aus den Wellen auf

Diagonal von oben links stürzt Ritter Roger auf dem Hippogreif in die Szene. Der Hippogreif reißt seinen Adlerkopf und die Krallen zurück, als ob er zur Landung ansetzt, die Hufe sind ebenfalls noch in der Luft. Roger, auf ihm reitend, trägt eine goldene Rüstung, die seinen ganzen Körper bis auf das Gesicht bedeckt, sowie einen goldenen Helm. Sein Gesicht ist recht androgyn, sein Ausdruck ruhig. An seinem Rücken sind ein wehendes weißes Cape (der zweithellste Teil des Bildes) und ein rötliches Schild sichtbar. Mit beiden Händen fasst der Ritter eine lange Lanze, die er dem Monster in die Fratze stößt.
Das Bild ist insgesamt in dunklen Braun-Grautönen gehalten, Ausnahmen sind weiße Gischt, der helle Körper Angelikas und das Cape. Rote Akzente werden durch die Zunge des Ungeheuers, die Steine im Diadem Angelikas, das rote Schild Rogers und das Leuchtfeuer gesetzt. Reflexe des von oben links kommenden Lichts sind auf der glänzenden goldenen Ritterrüstung zu sehen.

## Entstehung, zeitgenössische Kritik und Einordnung
Das Gemälde entstand im Auftrag König Ludwigs XVIII., der sich für den lange vernachlässigten Salon d'Apollon (auch: Thronsaal) im Schloss von Versailles ein Motiv, „das Erotik und Phantasie verbindet“ wünschte. Es sollte ein Gegenstück zu Renaud et Armide servis par une nymphe von  Pierre Nolasque Bergeret sein, das eine Szene aus dem Epos Das befreite Jerusalem von Torquato Tasso illustriert. Ingres fand sein „extremes“ Thema mit der Episode aus dem Rasenden Roland des italienischen Dichters Ariosto aus dem 16. Jahrhundert – ein Motiv, das eng verwandt mit Perseus und Andromeda bzw. Andromeda am Felsen ist. Möglicherweise wurde Ingres von einem Fresko Polidoro da Caravaggios und Maturino da Firenzes inspiriert, das er in Rom 1818 gesehen haben könnte.

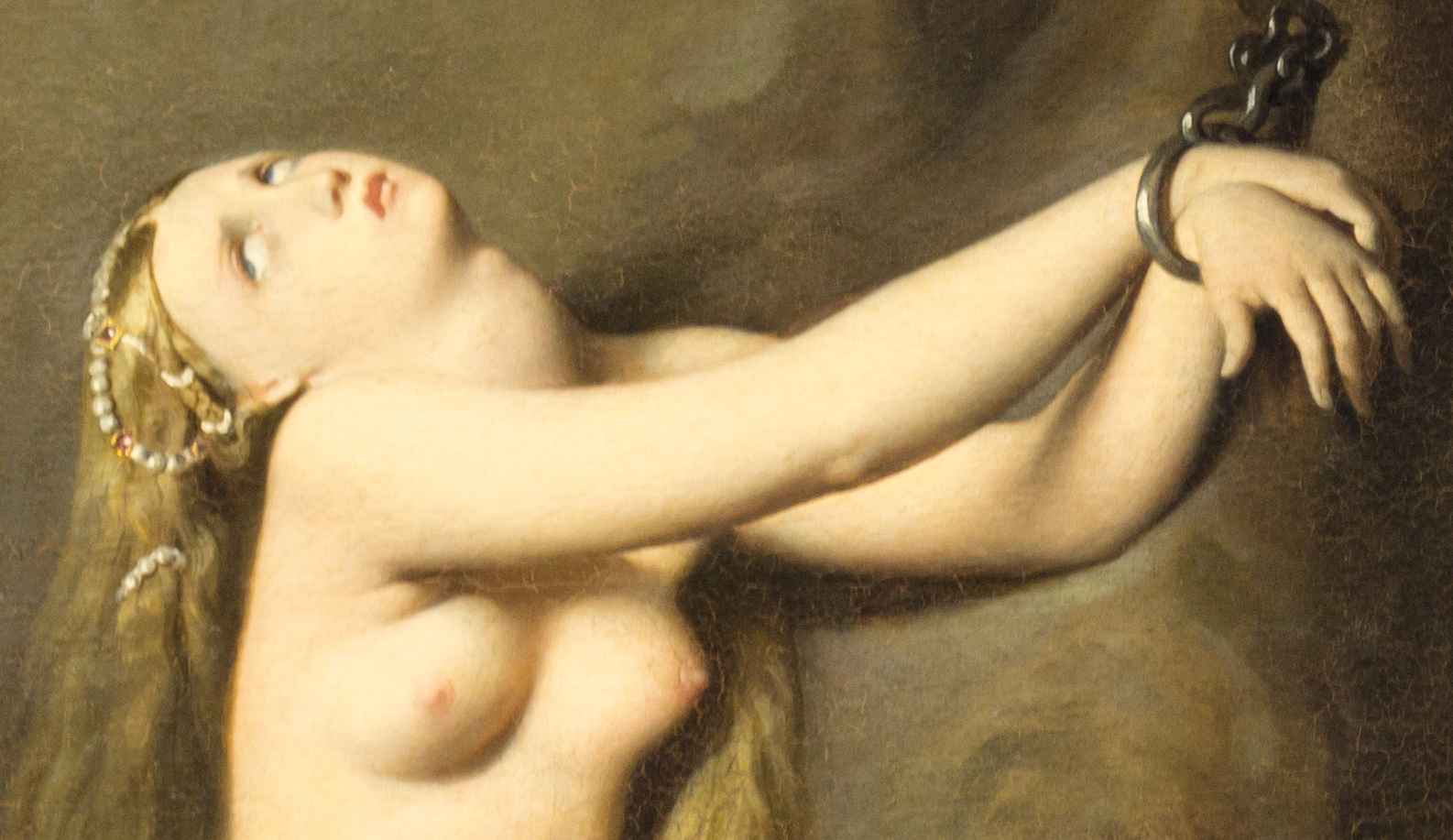
Der ungewöhnlich vorstehende Hals der Angelika, der den Spott zeitgenössischer Kritiker hervorrief

Ingres stellte das Gemälde zum Pariser Salon 1819 fertig, wo es ausgestellt wurde. Die zeitgenössische Kritik spöttelte über die Anatomie der Angelique, so etwa Theophile Silvestre über „Angelika mit dem Kropf“ oder Henry de Waroquier über „Angelika mit den drei Brüsten“. Der Kunsthistoriker Andrew Carrington Shelton schreibt, das Gemälde habe den „Zorn der Kritiker“ u. a. wegen eines angenommenen Primitivismus und Archaismus auf sich gezogen. Seine Kollegin Karin H. Grimme weist außerdem darauf hin, dass das zeitgenössische Publikum vor allem Probleme mit der fehlenden Handlungseinheit, der „Isolation der Figuren“, gehabt habe.
Ingres lebte zur Entstehungszeit von Roger befreit Angelika noch in Rom, wo er nach einem Stipendium 1806 geblieben war. Auch mit diesem Werk war es ihm nicht gelungen, an den früheren Erfolg in Paris anzuknüpfen; bei Kritikern und Pariser Öffentlichkeit fiel er weiterhin durch. Eine der wenigen Ausnahmen dieser Zeit war das Historiengemälde Christus übergibt Petrus die Schlüssel des Paradieses, das jedoch als Teil einer Kirchenausstattung in Rom nicht die große Öffentlichkeit fand, die Ingres für den Erfolg benötigte. Eine Rückkehr nach Paris schien ihm in dieser Situation nicht möglich, und er zog 1820 mit seiner Ehefrau nach Florenz. Shelton weist darauf hin, dass Ingres immerhin knapp 40 Jahre alt war und bereits 20 Jahre als Maler arbeitete, so dass sich, wenn schon keine Midlife-Crisis, so doch Versagensängste einstellten, die ihn zu diesem „radikalen“ Schritt motivierten. Erst 1824 kehrte er nach dem Salon-Erfolg mit Das Gelübde Ludwigs XIII. nach Paris zurück.

## Interpretationen
Den Historiker und Kunstkritiker Stéphane Guégan erinnert die nächtliche Szene an die Pariser Malerei der 1800er, z. B. der Figur der Sappho von Antoine-Jean Gros. Auch hier sei die weibliche Gestalt ebenso verzweifelt wie verführerisch. Bei Ingres käme zudem das Motiv „Die Schöne und das Biest“ zum Tragen, er unterstellt Ingres sogar einen gewissen sadistischen Genuss an der Bedrohungsszene.
Shelton geht darüber hinaus auf den Gegensatz zwischen der Nacktheit Angelikas und der beinahe ins Absurde übertrieben ausgeführten Rüstung des Roger ein; sie erinnere eher an „Weihnachtsbaumschmuck“ denn an die Rüstung eines tapferen Kriegers. Als sei dem Künstler diese Schwäche seines Helden bewusst gewesen, versuche er ihm durch eine besonders lange Lanze Männlichkeit „zurückzugeben“. Es seien jedoch gerade diese unerwarteten Gegenüberstellungen, die das Bild „emotional aufladen bis ins Quasi-Surreale hinein“. Er weist außerdem auf die phallische Symbolik des Felsens hin, dessen Proportionen in einer der späteren Versionen des Bildes bis ins „Unverschämte“ (französisch: outrageuse) betont seien.
Für Karin H. Grimme deutet sich in der Aggression des Ritters mit der Lanze und der gegen sie gerichteten Adlerkrallen die doppelte Bedrohungssituation für Angelika an, bedenkt man die spätere Vergewaltigungsabsicht Rogers. Das Lächerliche der Situation sieht sie allerdings ebenso wie Shelton, vor allem in der als phallisches Symbol verstandenen übertrieben langen Lanze des Ritters. Ingres habe parodistische Elemente aus Ariostos Text aufgegriffen.

## Provenienz

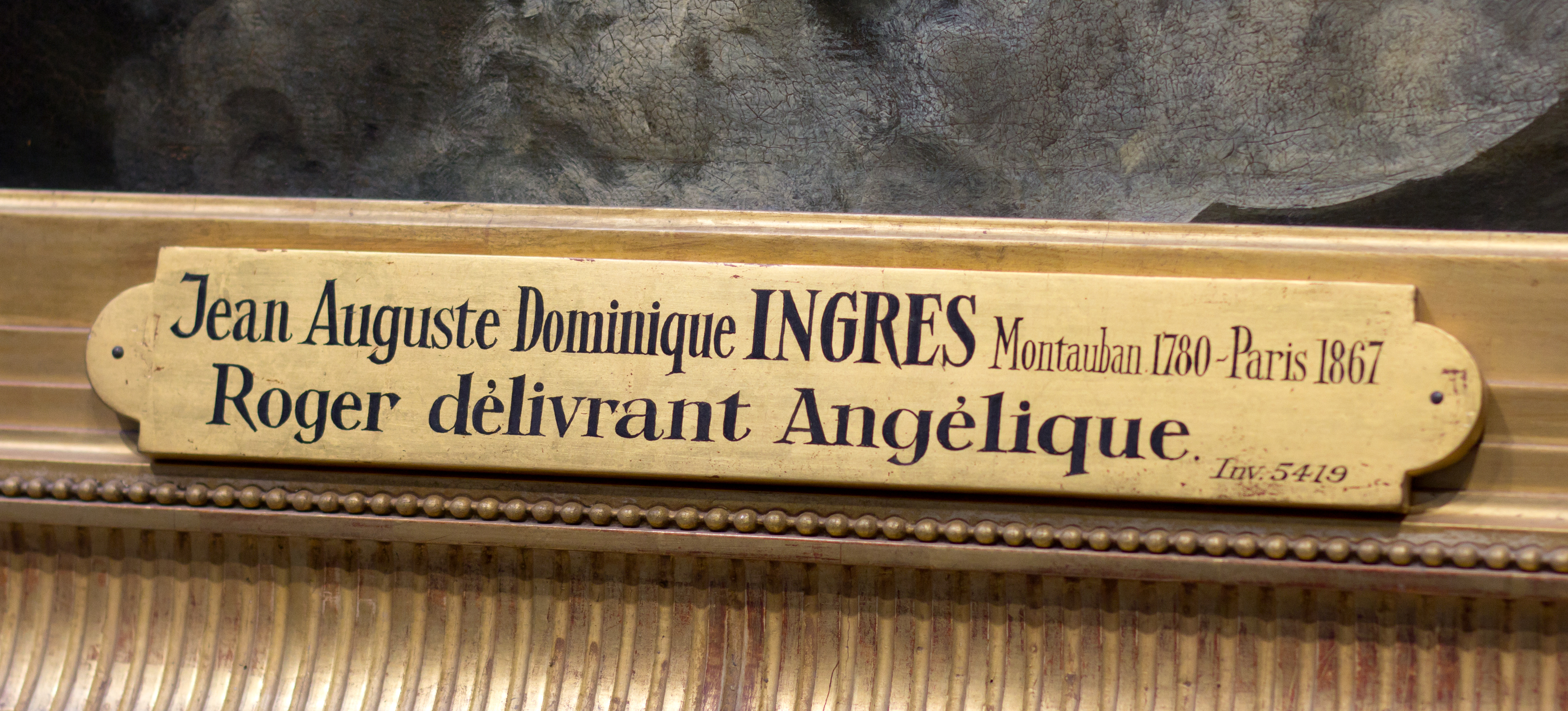
Beschriftung des Louvre mit Inventarnummer

Als Auftragsarbeit für das Schloss von Versailles wurde Roger befreit Angelika beim Pariser Salon von 1819 ausgestellt und dann in die Sammlung in Versailles übernommen. Ob es wie geplant im Apollon-Saal des Schlosses angebracht wurde, ist unklar. Sicher ist jedoch, dass es ab 1824 im Palais du Luxembourg öffentlich ausgestellt wurde, bevor es 1874 in den Besitz des Louvre überging. Es war damit eines der wenigen Werke Ingres’, das öffentlich zugänglich war und beispielsweise von anderen Künstlern kopiert werden konnte.
Im Rahmen des regelmäßigen Austauschs von Kunstwerken war es vom 4./5. Dezember 2014 bis 4. Dezember 2015 in der „Galerie der Zeit“ des Louvre Lens als letztes Objekt der „Zeitleiste“ ausgestellt.
Das Motiv wurde von Ingres mehrfach in ähnlicher Form verarbeitet; eine hochformatige Version des Gemäldes aus den 1830ern in den Maßen 39,4 × 47,6 cm befindet sich in der National Gallery in London, eine mit dem Londoner Bild übereinstimmende, aber größere und ovale Version (46 × 54 cm) von 1841 ist im Besitz des Musée Ingres in Montauban. Eine noch größere, ovale Version (97 × 75 cm) von 1859 ohne Roger und Hippogreif befindet sich im Museu de Arte de São Paulo. Darüber hinaus gibt es eine Reihe von Vorstudien, in Öl oder gezeichnet.

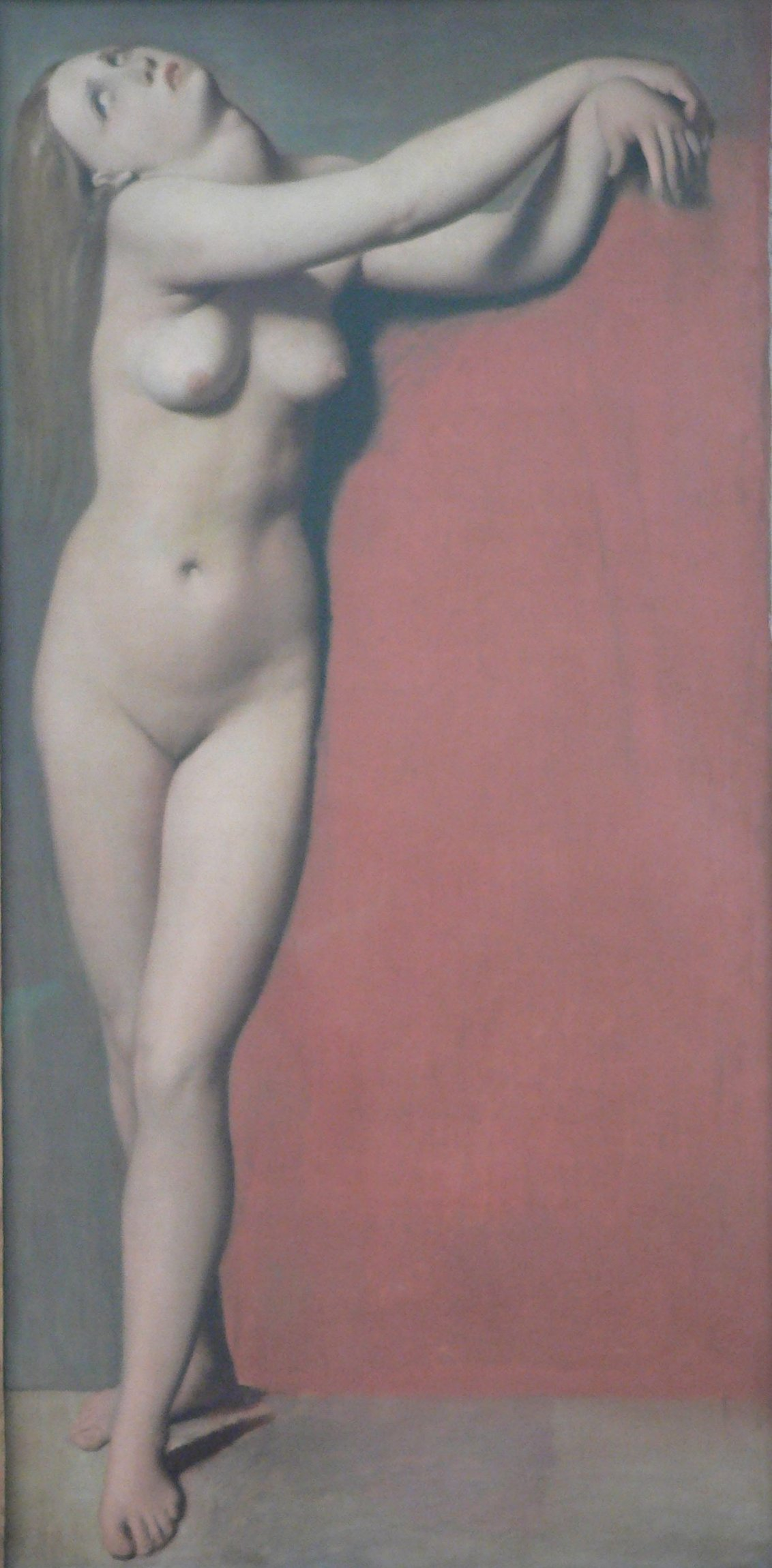
Vorstudie, Louvre; um 1819
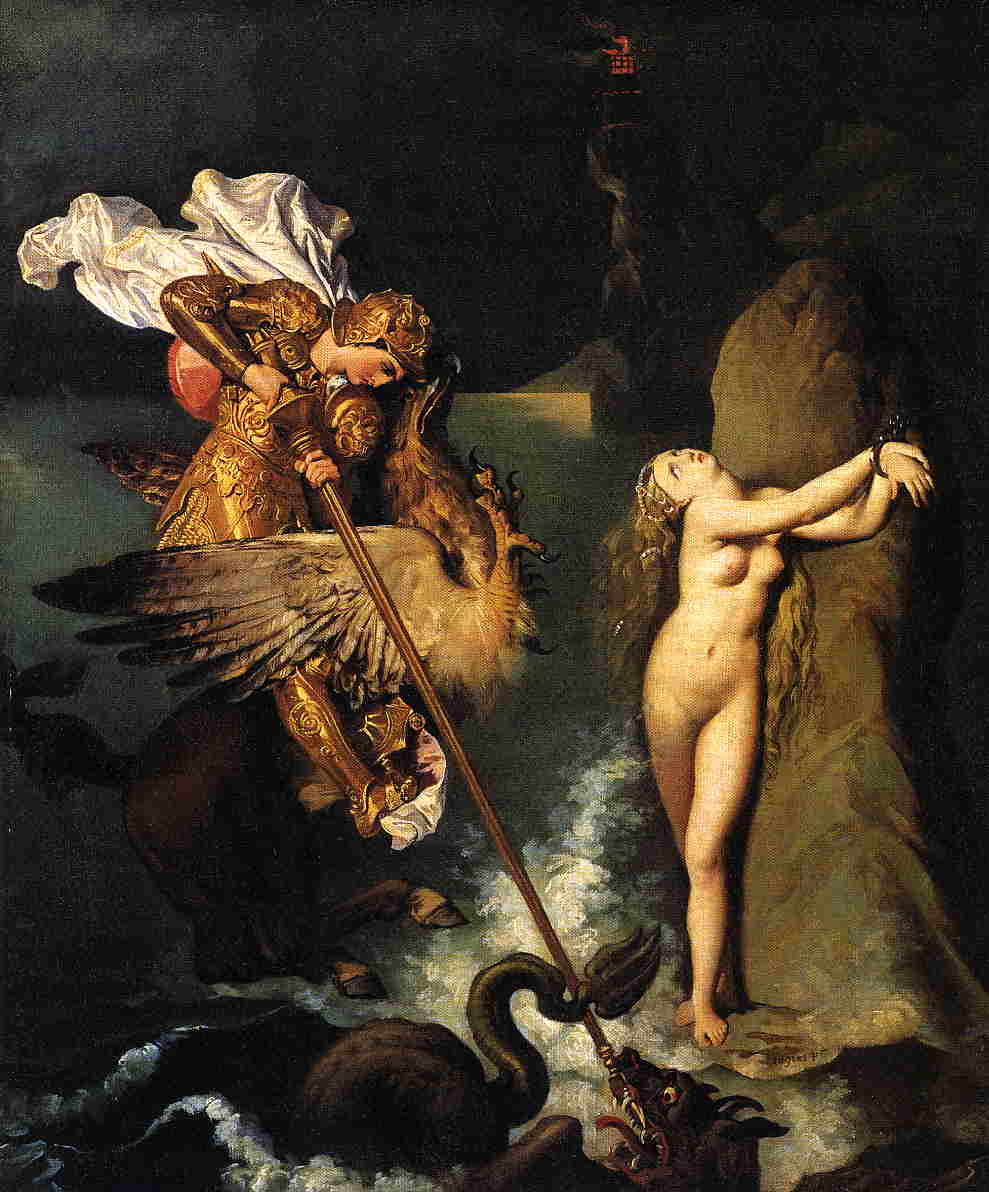
Hochformatige Version in der National Gallery, 1830er Jahre
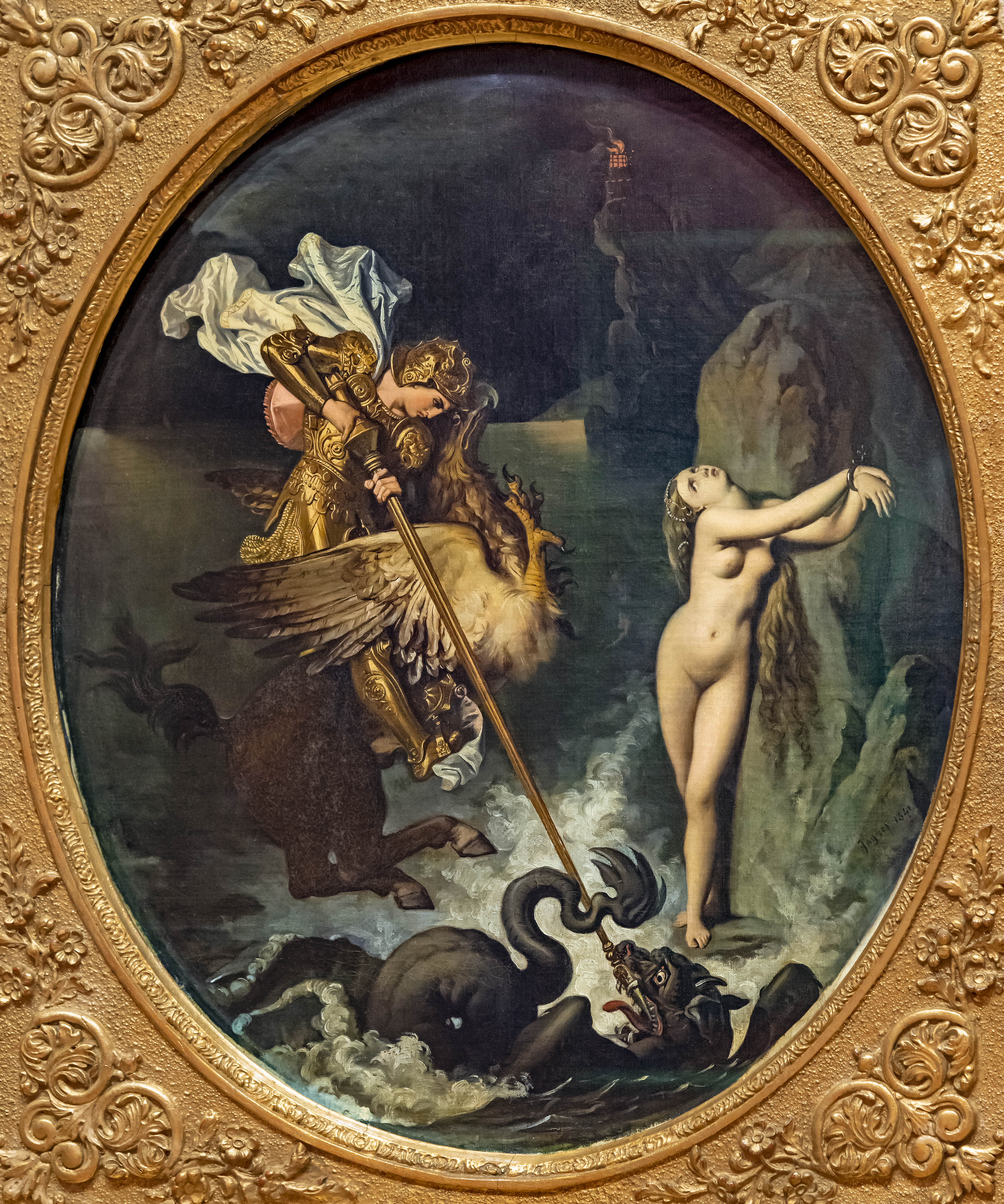
Ovale Version im Musée Ingres, 1841
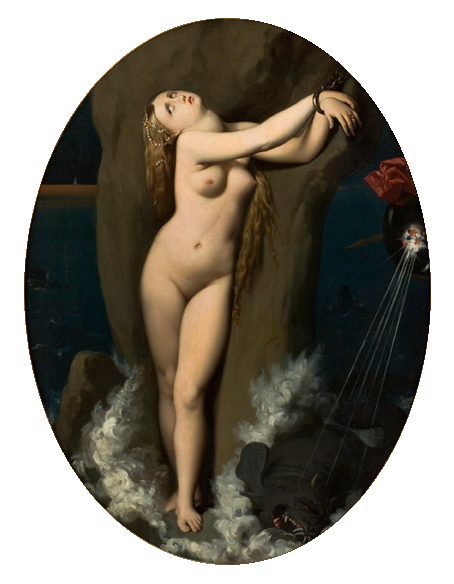
Ovale Variante im Museu de Arte de São Paulo, 1859

## Referenzen und Interpretationen anderer Künstler (Auswahl)
Vor und nach Ingres haben andere Künstler sich mit der Ariosto-Episode auseinandergesetzt, teilweise mit abweichenden Szenen der Geschichte (etwa „Roger und Angelika auf dem Hippogreif reitend“ oder „Roger nach der Rettung Angelikas beim Versuch, sich seiner Rüstung zu entledigen“). Eine Arbeit aus dem 16. Jahrhundert, die sich ähnlich wie Ingres mit der Szene „Ritter mit Lanze eilt Angelika zur Rettung/bekämpft Ungeheuer“ auseinandersetzt, wird Girolamo da Carpi zugeschrieben.
Nach Ingres haben unter anderem Eugène Delacroix, Joseph Blanc, Arnold Böcklin oder Odilon Redon die Szene mit eigenen Kompositionen aufgegriffen. Hinzu kommen Illustrationen, beispielsweise Stiche von Gustave Doré.

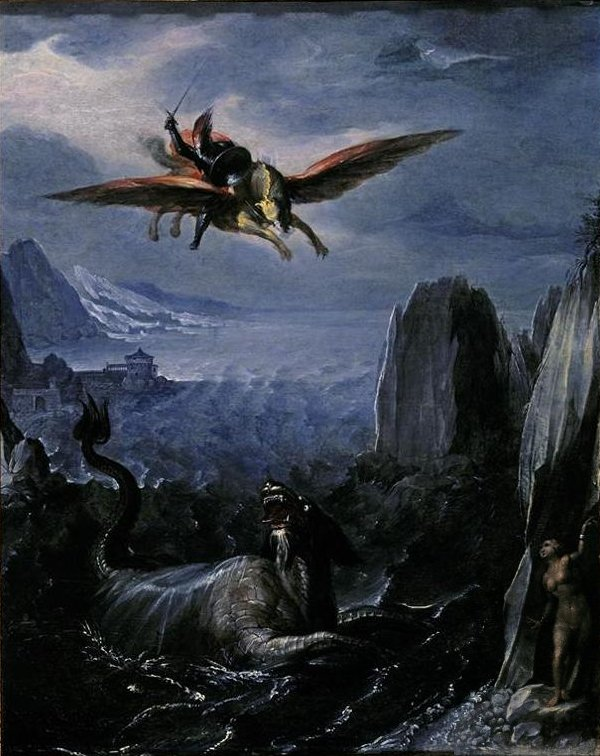
Girolamo da Carpi, Ruggiero rettet Angelica auf dem Hippogryph, 16. Jh.
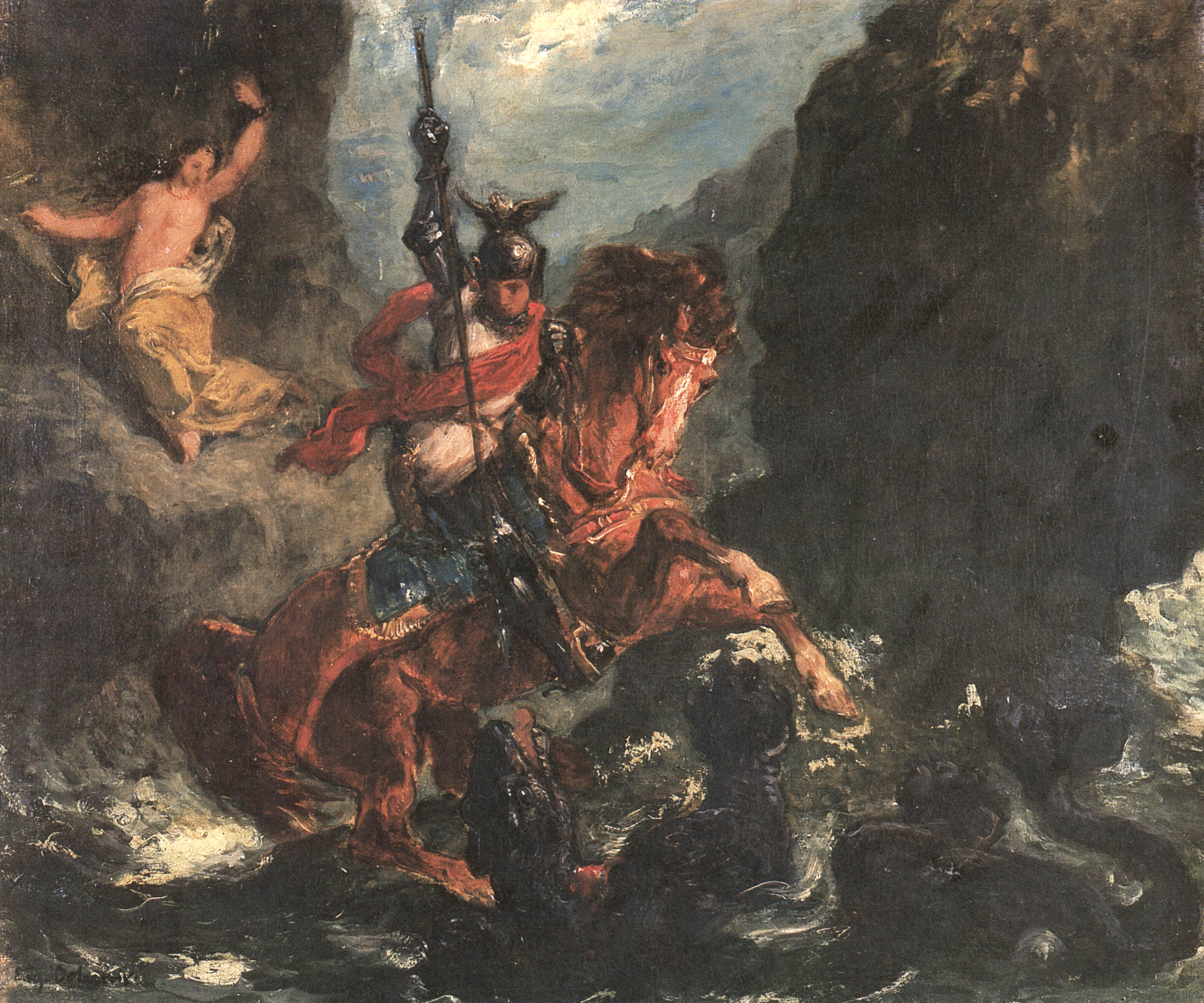
Eugène Delacroix: Roger befreit Angelika oder Heiliger Georg, 1856
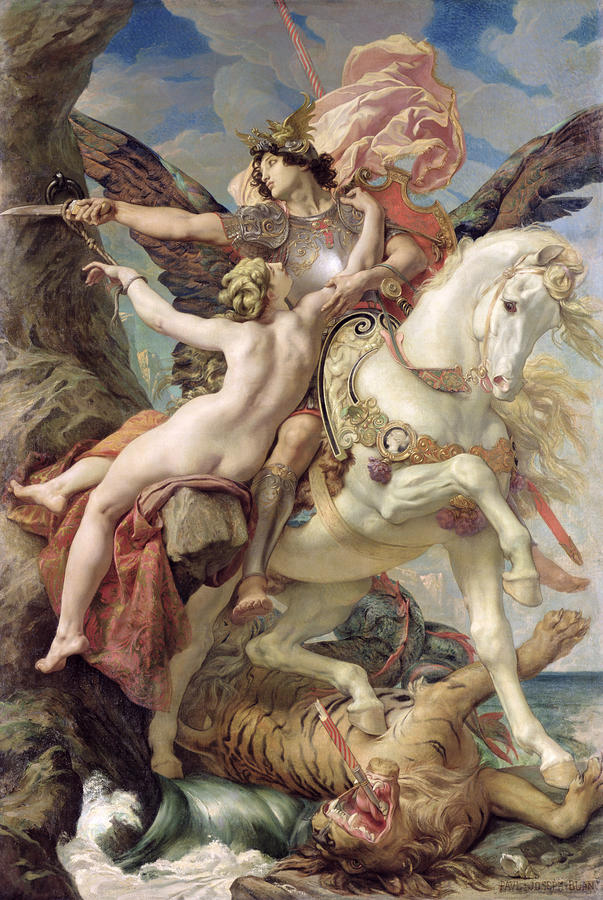
Joseph Blanc: Roger et Angelique, 1876
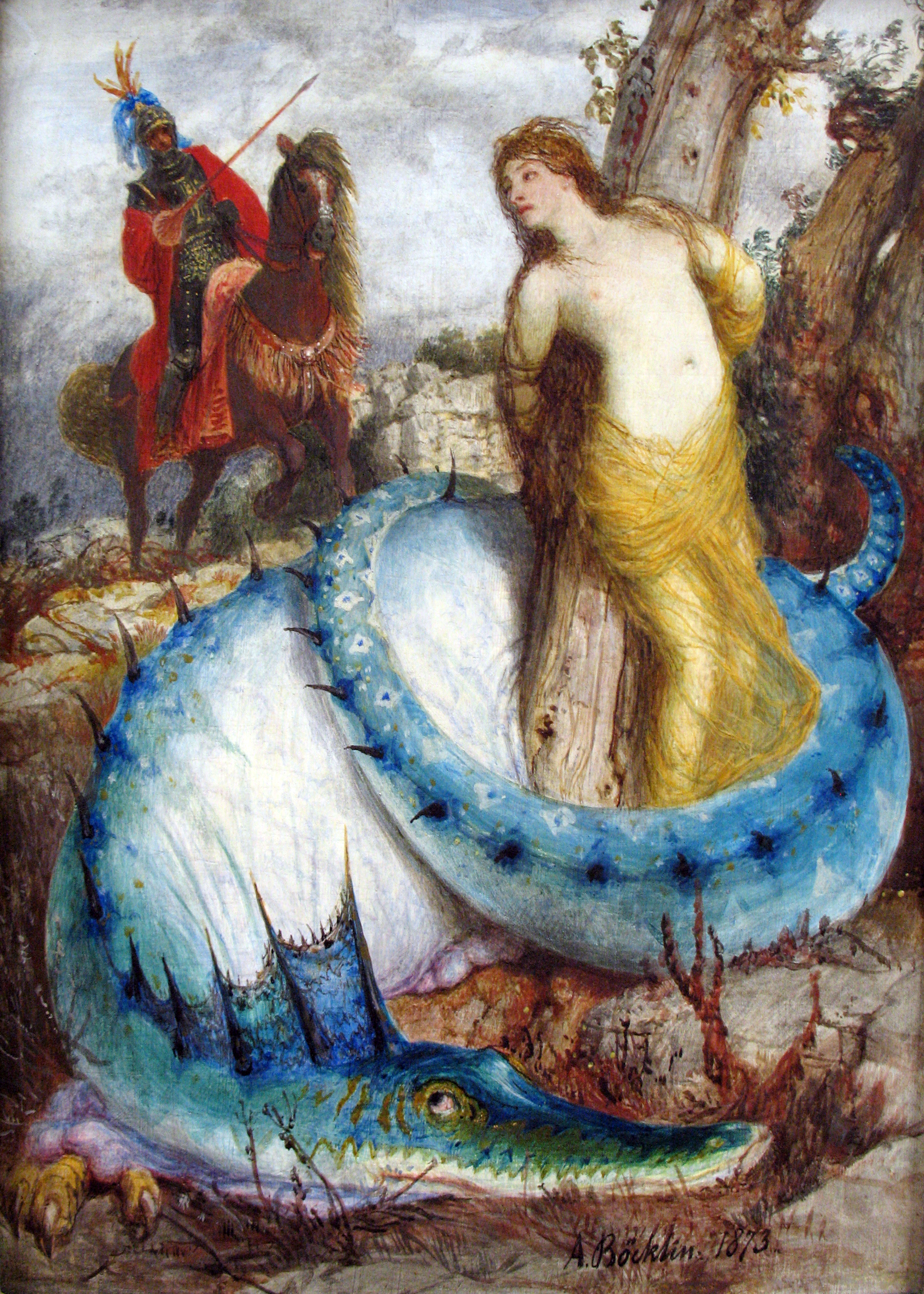
Arnold Böcklin: Ruggiero und Angelika, 1877
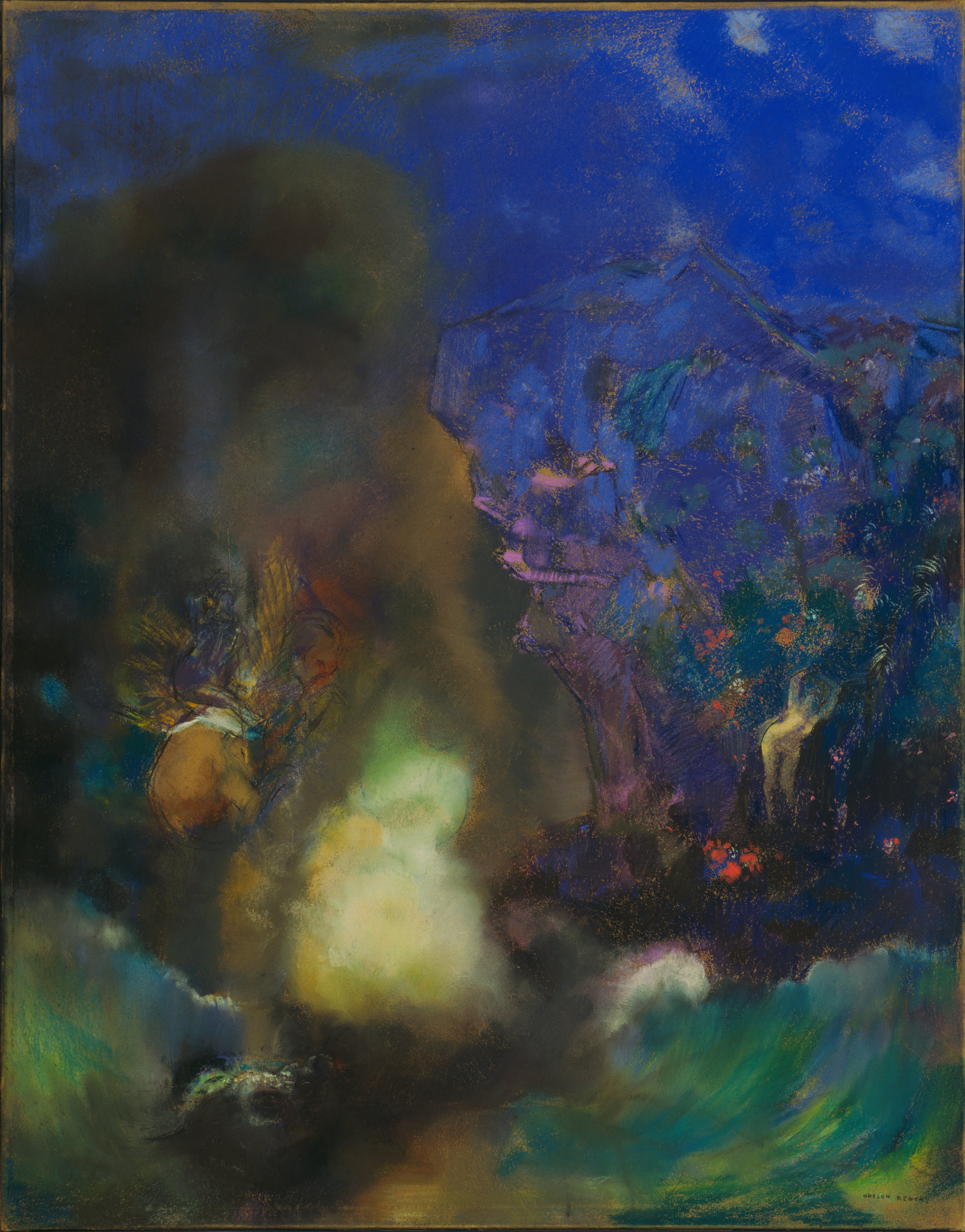
Odilon Redon: Roger et Angelica, 1910

Direkte Kopien der Angelika von Ingres gibt es beispielsweise von Edgar Degas (1855) oder Georges Seurat (1878). Eine Karikatur von H. Demare im Carillon (1877) hingegen, bei der Roger auf einem großen Käfer heranfliegt und die drei weiteren Protagonisten inklusive des Ungeheuers männliche Antlitze haben, dabei Angelique als Priester, wird bei Cuzin/Salmon als Referenz an Ingres genannt. Ein modernes Derivat findet sich bei Patrick Raynauds Installation von 1991, wo unter dem Titel Untitled (Ingres travel angelique) bzw. Valise d'Ingres: Angélique die Ingres-Angelika in einen Schrankkoffer montiert wurde.